# Frota de aeronaves da Oceanair Linhas Aéreas (Avianca Brasil)
| Esta lista foi atualizada pela última vez no dia 20 de junho de 2025 (0 mês) e pode não refletir a situação atual da companhia. |

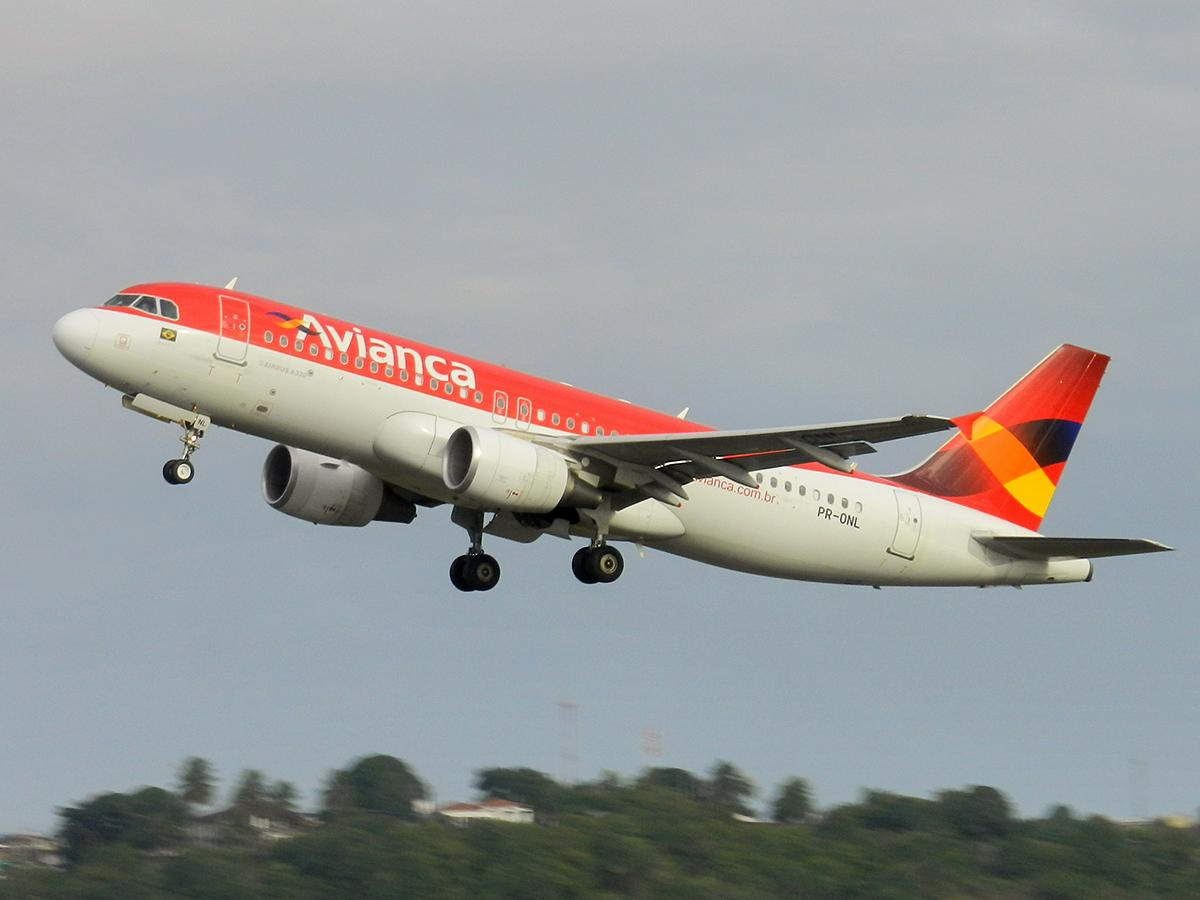
Airbus A320 da Avianca Brasil.

Esta é uma lista de aeronaves que pertenceram à frota da Oceanair Linhas Aéreas (Avianca).